# Небеске столице
Небеске столице или Црквина је археолошки локалитет из позноантичког (III/IV век) и ранохришћанског периода (крај V/VI век), који се налази на надморској висини од 1800 метара, испод истоименог узвишења, под самим Панчићевим врхом (2017 метара нмв.) на Копаонику. Током истраживања започетих 1998. године, откривени су остаци грађевина и репрезентативне базилике, специфичне основе, у чијој унутрашњости је откривен ранохришћански мозаик. На локалитету нису откривени трагови средњовековних доградњи и грађевина, као ни други остаци из тог доба, због чега се сматра да је он после рушења/напуштања током сеобе народа, више није коришћен.
Према досадашњим сазнањима, живот на овом локалитету је постојао од III до VI века, прво као мали касноантички стамбени комплекс који се у V или VI веку развио у важно хришћанско култно средиште. Овако значајном средишту хришћанства, морало је да одговара и знатно веће насеље од оног откривеног уз њега (свега неколико грађевина), због чега се претпоставља да се оно налазило у склопу или:
- Неистражене тврђаве из рановизантијског доба, на брду Чучаица, јужно од Небеских столица

или
- Утврђења Градац у насељу Горње Левиће.

## Локалитет Небеске столице
Небеске столице (1913 m нмв) су група стена испод Панчићевог врха, са којих се пружа поглед ка долини Ибра и Косову, а назив им је 1895. године дао Живојин Мишић. Сам археолошки локалитет се налази нешто источније, поред колског пута који обилази Панчићев врх и повезује Суво рудиште са Војетином (1561 m нмв) односно селима Запланином и Белим Брдом. На самом терену није било надземних остатака, нити обриса грађевина, али је у локалном народу постојало предање да се ту налазила црквина Светог Прокопија и сваке године се на дан овог свеца (08.07.) излазило на ово место.
На основу овог предања, Завод за заштиту споменика културе из Краљева је, уз помоћ и подршку НП Копаоник, на чијој се територији локалитет налази, започео 1998. године археолошка истраживања, под руководством археолога Гордане Тошић.

## Касноантичко насеље
У јужном делу комплекса, налазе се остаци грађевина које припадају касноантичком добу, односно периоду III и IV века, према пронађеним новчићима. Поред њих, у овом делу су пронађени уломци посуда од стакла и керамике, наруквице од стаклене пасте на којима је мотив лажне плетенице (оквирно се датују од IV до VI века), као и фибуле, које се јављају у два карактеристична облика:
- Фибуле са посувраћеном ногом, чије се аналогије срећу релативно често на тлу римске Дарданије и датују се у VI век[а]
- Крстасте фибуле, које се, на основу сличних налаза, смештају у другу половину IV века[б]

## Ранохришћанска базилика
Базилика на Небеским столицама (простире се правцем југозапад-североисток) има сложену и специфичну основу, са двоструком олтарском апсидом, наосом, северним бродом, јужним анексом и нартексом. Цела грађевина је направљена истовремено тј. није грађена из више фаза, а грађевине са аналогном основом нису откривене. Прављена је ломљеног и тесаног камена који је везиван кречним малтером, а сам терен је утицао на њену градњу, пошто су у њој (нартекс и апсида) уочљиви делови стена које су се пре градње налазиле на том простору. Њена унутрашњост је била украшена фрескосликарством и мозаиком, на патосу, што сведочи о њеном репрезентативном изгледу. Данас су од базилике опстали темељи и приземни део зида, који су након откопавања конзервирани.
У унутрашњости цркве, пронађени су делићи стакла који су припадали прозорима, чији је изглед и распоред немогуће реконструисати. Поред њих, унутрашњост цркве осветљавао је и полијелеј, од кога је пронађен један перфорирани крст.

### Мозаик
Патос базилике био је прекривен сложеним мозаиком рађеним у opus tesselatum техници, од кога је сачуван само периферни сегмент у североисточном делу наоса. Сматра се да је централни део мозаика представљала нека сложена композиција, око које се простирао оквир (фриз) подељен у мање сегменте украшене зооморфним и геометријским представама, међу којима је и представа птице, која је имала своју симболичку вредност везану за духовни свет, у ранохришћанским приказима. На основу очуваног фрагмента, настанак мозаика, а самим тим и целе базилике смешта се у крај V или VI век, док се оваква решења мозаичке композиције могу наћи и на другим локалитетима.
Сам откривени фрагмент је димензија 2.70 x 0.51 m, а пронађен је у веома лошем стању, како због времена, тако и због ватре којој је био изложен у једном периоду своје историје. Током археолошких радова, он је склоњен са локалитета и пренет на конзервацију, а планирано је да се његова копија касније постави на његовом месту.

## Пронађени новац
Током радова на Небеским столицама, пронађено је 96 новчића:
- 16 из III века (криза III века)
- 1 тетрархијски фолис
- 17 из доба Константина I (306—337)
- 16 из доба Констанција II (337—361)
- 17 из доба Валентинијана I (364—375), Валенса (364—378) и Грацијана (378—379)
- 8 из периода од 378. (инвазија Гота) до око 441. године (инвазија Хуна)
- 1 из VI века
- 21 који није идентификован, због изузетно лошег стања

## Галерија
- Општина Рашка - Копаоник
- Општина Рашка - Копаоник
- Поглед на локалитет, у позадини су уочљиви Градина и Војетин
- Поглед на Градину изнад Ђерекара са Црквина на Небеским столицама
- Поглед на Војетин (са видљивим траговима старог рударства) са Црквина на Небеским столицама
- Поглед на Чучаицу, изнад Белог Брда